# C815H1317N233O241S5
化学式C
815H
1317N
233O
241S
5（摩尔质量：18396.19 g/mol）可能指：
- 阿法達依泊汀，CAS号：209810-58-2
- 阿法依泊汀，CAS号：11096-26-7

|  | 这个同类索引页列出了具有相同分子式的化学物（即同分異構體）条目。 除非您是有意链接至本页，否则应将相应条目的内部链接指向正确的条目。 |